# Alfred Adler

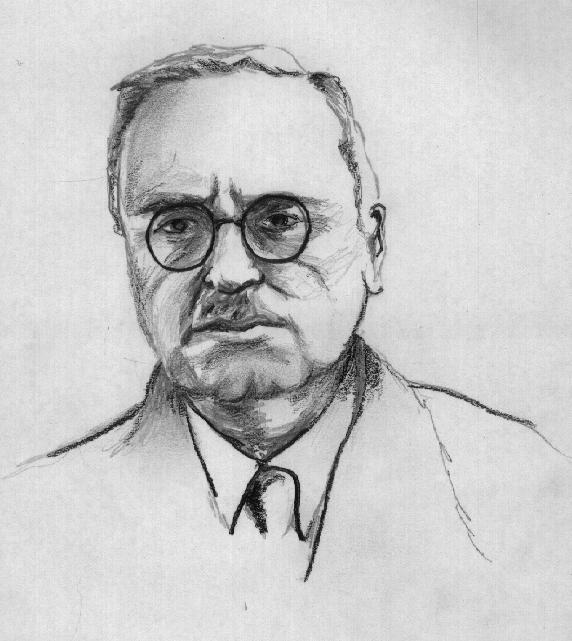
Alfred Adler

Alfred Adler (Wenen, 7 februari 1870 – Aberdeen, 28 mei 1937) was een Oostenrijks psycholoog en psychiater. Hij was evenals Carl Gustav Jung een tijdgenoot van Sigmund Freud. Naast Freud en Jung geldt Adler als de derde stamvader van de psychoanalyse. De tweede overeenkomst met Jung is dat ook Adler na enige jaren samenwerking brak met de leer van Freud. Hij deed dat zelfs nog een jaar eerder dan Jung, namelijk in 1911. Daarna stichtte hij zijn eigen leerschool, die van de Individualpsychologie of de individuele psychologie, de vlag waar ook Jung zich onder schaarde.
Als psychoanalyticus onderzocht Adler processen in het bewuste en het onbewuste die de persoonlijkheid zouden vormen en beheersen. Hij ontwikkelde het begrip minderwaardigheidscomplex, dat inhoudt dat de mens kan lijden aan sterke gevoelens van minderwaardigheid en onzekerheid, die veelal stammen uit de vroege jeugd. Een van de sterkste menselijke drijfveren is het streven naar macht, om niet het idee te hebben voortdurend tekort te schieten en minder waard te zijn dan anderen, meende Adler.

## Biografie
Alfred was de derde van zeven kinderen van Hongaars-Joodse ouders. In 1904 zou hij overgaan tot het protestantisme. Vanaf zijn geboorte was hij ziekelijk. Als klein kind kreeg hij rachitis wat leidde tot verzwakking van zijn beendergestel.
Toen hij 5 jaar oud was, overleed hij bijna aan longontsteking. Tijdens zijn jeugdjaren koesterde hij een grote wens om zijn lichamelijke zwaktes te overwinnen en besloot hij om arts te worden.
Hij studeerde geneeskunde aan de universiteit van Wenen, waar ook Freud gestudeerd had. Adler had daar veel socialistische vrienden. Zo ontmoette hij ook zijn latere echtgenote, Raissa Timofeyewna Epstein, een sociaal-activiste afkomstig uit Rusland. Zij had in 1894 Moskou verlaten om in Zürich te gaan studeren en in het begin van de 20e eeuw ijverde zij ervoor, dat universiteiten in heel Europa hun deuren voor vrouwen openden. Zij was daarmee een leidende figuur in de Oostenrijkse vrouwenbeweging.
Tijdens en na zijn medische studie bestudeerde Adler de mogelijkheden van het lichaam om tekorten te compenseren. Het artikel dat hij daarover in 1907 publiceerde, trok de aandacht van Sigmund Freud. Deze nodigde hem uit om, samen met andere psychologen, iedere woensdagavond ideeën uit te wisselen. Zo ontstond de Weense Vereniging voor Psychoanalyse, waarvan Adler de eerste voorzitter was. Maar al spoedig ontwikkelde hij eigen denkbeelden over de aard van de menselijke motivatie en gedrag; ideeën die sterk verschilden van Freuds inzichten. In 1911 verliet hij de groep van Freud en verdiepte hij zijn denkrichting, die hij Individualpsychologie noemde.
Tijdens de Eerste Wereldoorlog diende hij als arts in het Oostenrijkse leger. Daarna specialiseerde hij zich in kinderpsychiatrie en gaf zowel in Europa als de Verenigde Staten lezingen. Tegen 1920 had Adler zijn gedachtegoed systematisch uitgewerkt en praktische toepassingen geformuleerd die mensen uit alle lagen van de bevolking tot steun waren. Hij zette 30 pedagogische centra op en werd directeur van de eerste Kliniek voor Kinderpsychologie in Wenen.
Vanwege zijn Joodse herkomst was Adler in de jaren dertig gedwongen om zijn klinieken in Oostenrijk te sluiten. Hij emigreerde in 1935 naar de Verenigde Staten en doceerde aan het Long Island College of Medicine.
Tot zijn dood in 1937 ging hij door met het ontwikkelen van zijn theorie en het uitbreiden van zijn professionele invloed.

## Kroonjuwelen
Alfred Adler is minder bekend dan Freud en Jung, maar een aantal begrippen in de hedendaagse psychologie zijn van hem afkomstig.

### Individualpsychologie
De naam Individualpsychologie heeft betrekking op het ondeelbare, de eenheid, van iedere persoon. Ieder mens is een “individuum” dat als een geheel functioneert. De term hanteerde Adler in een tijd dat anderen - met name Freud - een verdeelde persoonlijkheid benadrukten. Daarbij werd aangenomen dat delen van de persoon met elkaar in een innerlijke strijd binnen het individu gewikkeld waren. Voor Adler bestond de mens niet uit gescheiden onderdelen.

### Minderwaardigheidscomplex
Ook al is er sprake van een positieve opvoeding, toch kan het kind zich minderwaardig voelen. Ook in de volwassenheid kan een persoon een spraakgebrek hebben of een andere handicap, in armoede belanden of andere tegenslag ondervinden. Volgens Adler zal iedereen die zich in een achterstandspositie bevindt, proberen om deze weg te werken. Een dergelijk streven om een als minder ervaren situatie om te zetten in een meerwaarde, noemt hij het compensatiestreven. Wanneer dit streven extreme vormen begint aan te nemen, spreekt hij van overcompensatie.

### Levensstijl
Een ander begrip van Adler afkomstig begrip is de levensstijl. Hij bedoelt hiermee de manier die men gebruikt om problemen te overwinnen en die te maken heeft met de identiteit. De één is in staat om met anderen samen te werken, de ander niet. Sommigen proberen de ander te manipuleren, anderen stellen zich collegiaal op. De ene mens probeert de ander te helpen, weer een andere denkt vooral aan zichzelf.
Ook hier zoekt hij de verklaring in de kindertijd: wanneer het kind 4 jaar oud is, heeft volgens Adler zijn gedrag zich al gevormd. Dat komt door zijn roeping: stemmen in het hoofd bepalen hoe het omgaat met tegenspoed. Het al genoemde minderwaardigheidscomplex ziet hij dan ook als complex van verkeerd aangeleerd gedrag.
Met het begrip levensstijl bedoelt Adler dat elk mens een eenduidige en unieke richting in het leven zoekt. Levensstijl zoals beschreven door Adler mag niet worden verward met het hedendaags gebruik van die term. Tegenwoordig staat het voor een manier van leven die verandert al naargelang de tijd en de omstandigheden. Hij bedoelde er de langetermijnoriëntatie van de mens tijdens zijn leven mee. Levensstijl heeft betrekking op de opvattingen die iemand ten diepste heeft over zichzelf, anderen en het eigen levensdoel.
Hoewel hij betoogt dat de mens vooral superioriteit voor zichzelf, als individu, nastreeft, ziet hij ook het gevaar dat hij vereenzaamt en koud en wantrouwig in het leven staat. Hij adviseerde zijn patiënten dan ook om vrijwilligerswerk te gaan doen en te ontdekken dat je je sterker voelt door iets voor anderen te betekenen. Het is geen vaardigheid die je hoeft te leren,zegt hij, je hebt het al in je en het voelt natuurlijk aan om anderen te helpen.

### Het creatieve zelf
Alfred Adler onderscheidt twee negatieve soorten van opvoeding. Ten eerste beschouwt hij te veel aandacht als de voornaamste oorzaak van gevoelens van afhankelijkheid. Ouders die vinden dat hun kinderen nooit mogen huilen of van streek mogen zijn, maken hen niet weerbaar. Deze kinderen zullen later niet goed in staat zijn om voor zichzelf op te komen. Het tegenovergestelde van te veel aandacht is geestelijke verwaarlozing: zonder regels en liefde wordt het kind, volgens Adler, koud en argwanend. Het kan geen liefde geven en ontvangen. Regels, liefde en respect vormen de basis voor een gezonde ontwikkeling.
Verder beschouwt hij de plaats in het gezin bepalend voor de persoonlijkheid. De eerstgeborene krijgt te veel aandacht en dreigt verwend te worden. Het middelste kind zal proberen nummer één van de troon te verdrijven. Het derde kind krijgt te weinig zorg en aandacht en loopt de kans een minderwaardigheidscomplex te krijgen.
Een ander belangrijke theorie van Adler is dat elk menselijk gedrag doelgericht is en de betekenis van iemands gedrag alleen maar kan worden begrepen als de doelen van de betreffende persoon bekend zijn. Het gezichtspunt dat gedrag wordt bepaald door doelen is de basis voor therapie en rehabilitatie. Het geeft mogelijkheid voor verandering: men kan de geschiedenis niet veranderen, maar men kan wel iemands bedoelingen veranderen.
Bovenal, vindt Adler, is de mens een sociaal wezen. Menselijke gedragingen kunnen alleen maar ten volle worden begrepen vanuit hun sociale betekenis. Het is deze sociale aard van de mens die de basis vormt voor "de behoefte erbij te horen". Dit wordt door Adler het Gemeinschaftsgefühl genoemd. De mens wordt geboren met een aantal kenmerken: man/vrouw, arm/rijk, vrede/oorlog. Ook ras en godsdienst zijn bepalend voor wie je bent. Adler noemt ze de kaarten die het leven jou gegeven heeft, maar voegt eraan toe dat '"je kunt zelf bepalen, hoe je met deze gegevenheden omgaat. Je bent het product van je ervaringen en je kunt zelf je persoonlijkheid vormgeven.'"
Daarvoor gebruikt hij het begrip het creatieve zelf, een term die beschouwd wordt als het kroonjuweel van Alfred Adler.
- Bibsys: 90058833
- Biblioteca Nacional de Chile: 000036096
- Biblioteca Nacional de España: XX1150131
- Bibliothèque nationale de France: cb12174387r (data)
- Catàleg d'autoritats de noms i títols de Catalunya: 981058517817206706
- CiNii: DA01207285
- Digitale Bibliotheek voor de Nederlandse Letteren: adle002
- Gemeinsame Normdatei: 118500686
- International Standard Name Identifier: 0000 0000 8096 2779
- Library of Congress Control Number: n79084973
- Nationale Bibliotheek van Letland: 000017610
- Bibliotheek van het Japanse parlement: 00431014
- Nationale Bibliotheek van Tsjechië: nlk19990074851
- Nationale bibliotheek van Australië: 35001437
- Nationale Bibliotheek van Israël: 987007257446905171
- Nationale Bibliotheek van Polen: a0000001178053
- Nationale en Universitaire bibliotheek Zagreb: 000004504
- Nederlandse Thesaurus van Auteursnamen: 068352271
- Réseau des bibliothèques de Suisse occidentale: 02-A012310554
- Istituto Centrale per il Catalogo Unico: MILV158050
- LIBRIS: 249737
- SNAC: w6b292cs
- Système universitaire de documentation: 027321126
- Trove: 784950
- Virtual International Authority File: 17264826
- WorldCat: E39PBJxmG6XfV7gdRg8R4GfKBP